# Relais 4 × 400 mètres masculin aux Jeux olympiques d'été de 1932
Pour un article plus général, voir Athlétisme aux Jeux olympiques d'été de 1932.
Navigation
Amsterdam 1928 Berlin 1936
L'épreuve du relais 4 × 400 mètres masculin aux Jeux olympiques de 1932 s'est déroulée les 6 et 7 août 1932 au Memorial Coliseum de Los Angeles, aux États-Unis. Elle est remportée par l'équipe des États-Unis (Ivan Fuqua, Edgar Ablowich, Karl Warner et Bill Carr).

## Résultats

### Finale
| Rang               | Athlètes                                                    | Pays            | Temps         | Notes |
| ------------------ | ----------------------------------------------------------- | --------------- | ------------- | ----- |
| Médaille d'or      | Ivan Fuqua Edgar Ablowich Karl Warner Bill Carr             | États-Unis      | 3 min 08 s 14 | WR    |
| Médaille d'argent  | Crew Stoneley Tommy Hampson David Burghley Godfrey Rampling | Grande-Bretagne | 3 min 11 s 2  |       |
| Médaille de bronze | Ray Lewis James Ball Phil Edwards Alex Wilson               | Canada          | 3 min 12 s 8  |       |
| 4                  | Joachim Büchner Walter Nehb Adolf Metzner Otto Peltzer      | Allemagne       | 3 min 14 s 4  |       |
| 5                  | Itaro Nakajima Iwao Masuda Seikan Oki Teiichi Nishi         | Japon           | 3 min 14 s 6  |       |
| 6                  | Giacomo Carlini Giovanni Turba Mario De Negri Luigi Facelli | Italie          | 3 min 17 s 8  |       |